# Copa Mundial de Hockey Femenino de 2014
La XIII Copa Mundial de Hockey Femenino se celebró en La Haya (Países Bajos) entre el 31 de mayo y el 14 de junio de 2014 bajo la organización de la Federación Internacional de Hockey (FIH) y la Real Federación Neerlandesa de Hockey. Paralelamente se celebró la XIII Copa Mundial de Hockey Masculino.
Los partidos se realizaron en el Estadio Kyocera y en el Estadio GreenFields de la ciudad holandesa. Compitieron en el campeonato 12 selecciones nacionales afiliadas a la FIH por el título mundial, cuyo anterior portador era el equipo de Argentina, ganador del Mundial de 2010. 
El equipo de los Países Bajos conquistó su séptimo título mundial al vencer en la final al equipo de Australia con un marcador de 2-0. El conjunto de Argentina ganó la medalla de bronce en el partido por el tercer puesto contra el equipo de los Estados Unidos.

## Clasificación
| Competición                | Fecha                                  | Sede                       | Plazas | Equipos clasificados                |
| -------------------------- | -------------------------------------- | -------------------------- | ------ | ----------------------------------- |
| País anfitrión             | –                                      | –                          | 1      | Países Bajos                        |
| Liga Mundial (semifinal 1) | 13 – 23 de junio de 2013               | Róterdam · ( Países Bajos) | 3      | Nueva Zelanda Corea del Sur Bélgica |
| Liga Mundial (semifinal 2) | 22 – 30 de junio de 2013               | Londres ( Reino Unido)     | 3      | Inglaterra China Estados Unidos     |
| Campeonato Europeo         | 17 – 24 de agosto de 2013              | Boom · ( Bélgica)          | 1      | Alemania                            |
| Campeonato Asiático        | 21 – 27 de septiembre de 2013          | Kuala Lumpur ( Malasia)    | 1      | Japón                               |
| Campeonato Panamericano    | 21 – 29 de septiembre de 2013          | Mendoza ( Argentina)       | 1      | Argentina                           |
| Campeonato de Oceanía      | 30 de octubre – 3 de noviembre de 2013 | Stratford ( Nueva Zelanda) | 1      | Australia                           |
| Campeonato Africano        | 18 – 23 de noviembre de 2013           | Nairobi ( Kenia)           | 1      | Sudáfrica                           |
| TOTAL                      |                                        |                            | 12     |                                     |

## Grupos
| Grupo A       | Grupo B        |
| ------------- | -------------- |
| Países Bajos  | Argentina      |
| Australia     | Inglaterra     |
| Nueva Zelanda | Alemania       |
| Corea del Sur | China          |
| Japón         | Estados Unidos |
| Bélgica       | Sudáfrica      |

## Primera fase
- Todos los partidos en la hora local de los Países Bajos (UTC+2).

Los primeros dos de cada grupo disputan las semifinales. El resto disputan los correspondientes partidos de clasificación final. 

### Grupo A
| Equipo        | J | G | E | P | GF | GC | DG  | PTS |
| ------------- | - | - | - | - | -- | -- | --- | --- |
| Países Bajos  | 5 | 5 | 0 | 0 | 17 | 1  | +16 | 15  |
| Australia     | 5 | 3 | 1 | 1 | 9  | 8  | +1  | 10  |
| Nueva Zelanda | 5 | 2 | 1 | 2 | 8  | 7  | +1  | 7   |
| Corea del Sur | 5 | 2 | 1 | 2 | 8  | 9  | -1  | 7   |
| Japón         | 5 | 0 | 2 | 3 | 7  | 16 | -9  | 2   |
| Bélgica       | 5 | 0 | 1 | 4 | 9  | 17 | -8  | 1   |

- Resultados

| Fecha | Hora  | Partido       | Partido | Partido       | Resultado |
| ----- | ----- | ------------- | ------- | ------------- | --------- |
| 31.05 | 13:00 | Nueva Zelanda | -       | Bélgica       | 4-3       |
| 31.05 | 14:30 | Australia     | -       | Corea del Sur | 3-2       |
| 31.05 | 19:45 | Países Bajos  | -       | Japón         | 6-1       |
| 02.06 | 10:30 | Australia     | -       | Japón         | 3-2       |
| 02.06 | 14:30 | Corea del Sur | -       | Nueva Zelanda | 1-0       |
| 02.06 | 19:45 | Países Bajos  | -       | Bélgica       | 4-0       |
| 05.06 | 10:30 | Bélgica       | -       | Australia     | 2-3       |
| 05.06 | 14:30 | Corea del Sur | -       | Japón         | 1-1       |
| 05.06 | 19:45 | Nueva Zelanda | -       | Países Bajos  | 0-2       |
| 07.06 | 10:30 | Corea del Sur | -       | Bélgica       | 4-2       |
| 07.06 | 17:30 | Japón         | -       | Nueva Zelanda | 1-4       |
| 07.06 | 19:45 | Australia     | -       | Países Bajos  | 0-2       |
| 09.06 | 10:30 | Nueva Zelanda | -       | Australia     | 0-0       |
| 09.06 | 16:00 | Países Bajos  | -       | Corea del Sur | 3-0       |
| 09.06 | 17:30 | Japón         | -       | Bélgica       | 2-2       |

### Grupo B
| Equipo         | J | G | E | P | GF | GC | DG  | PTS |
| -------------- | - | - | - | - | -- | -- | --- | --- |
| Estados Unidos | 5 | 4 | 1 | 0 | 17 | 6  | +11 | 13  |
| Argentina      | 5 | 3 | 2 | 0 | 12 | 5  | +7  | 11  |
| China          | 5 | 2 | 2 | 1 | 9  | 10 | -1  | 8   |
| Alemania       | 5 | 1 | 1 | 3 | 6  | 12 | -6  | 4   |
| Sudáfrica      | 5 | 1 | 0 | 4 | 11 | 16 | -5  | 3   |
| Inglaterra     | 5 | 1 | 0 | 4 | 6  | 12 | -6  | 3   |

- Resultados

| Fecha | Hora  | Partido        | Partido | Partido        | Resultado |
| ----- | ----- | -------------- | ------- | -------------- | --------- |
| 01.06 | 13:00 | Inglaterra     | -       | Estados Unidos | 1-2       |
| 01.06 | 14:30 | Alemania       | -       | China          | 1-1       |
| 01.06 | 19:45 | Argentina      | -       | Sudáfrica      | 4-1       |
| 03.06 | 10:30 | Sudáfrica      | -       | Alemania       | 1-3       |
| 03.06 | 13:00 | Inglaterra     | -       | China          | 0-3       |
| 03.06 | 17:30 | Argentina      | -       | Estados Unidos | 2-2       |
| 06.06 | 10:30 | China          | -       | Estados Unidos | 0-5       |
| 06.06 | 14:30 | Sudáfrica      | -       | Inglaterra     | 4-1       |
| 06.06 | 16:00 | Alemania       | -       | Argentina      | 0-3       |
| 08.06 | 14:30 | Estados Unidos | -       | Alemania       | 4-1       |
| 08.06 | 16:00 | Inglaterra     | -       | Argentina      | 1-2       |
| 08.06 | 17:30 | China          | -       | Sudáfrica      | 4-3       |
| 10.06 | 14:30 | Estados Unidos | -       | Sudáfrica      | 4-2       |
| 10.06 | 16:00 | Alemania       | -       | Inglaterra     | 1-3       |
| 10.06 | 17:30 | Argentina      | -       | China          | 1-1       |

## Fase final
- Todos los partidos en la hora local de los Países Bajos (UTC+2).

|  | Semifinales    | Semifinales |   |                | Final        | Final       |  |
|  | 12 de junio    | 12 de junio |   |                | 14 de junio  | 14 de junio |  |
|  |                |             |   |                |              |             |  |
|  |                |             |   |                |              |             |  |
|  | Países Bajos   | 4           |   |                |              |             |  |
|  | Argentina      | 0           |   |                |              |             |  |
|  |                |             |   |                |              |             |  |
|  |                |             |   |                |              |             |  |
|  |                |             |   |                | Países Bajos | 2           |  |
|  |                | Australia   | 0 |                |              |             |  |
|  |                |             |   |                |              |             |  |
|  |                |             |   |                |              |             |  |
|  |                |             |   |                | Tercer lugar |             |  |
|  |                |             |   |                |              |             |  |
|  | Estados Unidos | 1           |   | Estados Unidos | 1            |             |  |
|  | Australia      | 3 P         |   |                | Argentina    | 2           |  |

### Partidos de clasificación
Undécimo lugar
| Fecha | Hora  | Partido | Partido | Partido    | Resultado   |
| ----- | ----- | ------- | ------- | ---------- | ----------- |
| 12.06 | 11:00 | Bélgica | -       | Inglaterra | 1-1 (1-2) P |

Noveno lugar
| Fecha | Hora  | Partido | Partido | Partido   | Resultado |
| ----- | ----- | ------- | ------- | --------- | --------- |
| 13.06 | 10:00 | Japón   | -       | Sudáfrica | 0-2       |

Séptimo lugar
| Fecha | Hora  | Partido       | Partido | Partido  | Resultado |
| ----- | ----- | ------------- | ------- | -------- | --------- |
| 13.06 | 12:30 | Corea del Sur | -       | Alemania | 4-2       |

Quinto lugar
| Fecha | Hora  | Partido       | Partido | Partido | Resultado |
| ----- | ----- | ------------- | ------- | ------- | --------- |
| 14.06 | 10:15 | Nueva Zelanda | -       | China   | 4-0       |

### Semifinales
| Fecha | Hora  | Partido        | Partido | Partido   | Resultado    |
| ----- | ----- | -------------- | ------- | --------- | ------------ |
| 12.06 | 16:00 | Estados Unidos | -       | Australia | 2-2 (1-3) P) |
| 12.06 | 19:45 | Países Bajos   | -       | Argentina | 4-0          |

### Tercer lugar
| Fecha | Hora  | Partido        | Partido | Partido   | Resultado |
| ----- | ----- | -------------- | ------- | --------- | --------- |
| 14.06 | 12:30 | Estados Unidos | -       | Argentina | 1-2       |

### Final
| Fecha | Hora  | Partido      | Partido | Partido   | Resultado |
| ----- | ----- | ------------ | ------- | --------- | --------- |
| 14.06 | 15:15 | Países Bajos | -       | Australia | 2-0       |

## Medallero
|              |           |           |
| Países Bajos | Australia | Argentina |

## Estadísticas

### Clasificación general
| 1. Países Bajos   |
| 2. Australia      |
| 3. Argentina      |
| 4. Estados Unidos |
| 5. Nueva Zelanda  |
| 6. China          |
| 7. Corea del Sur  |
| 8. Alemania       |
| 9. Sudáfrica      |
| 10. Japón         |
| 11. Inglaterra    |
| 12. Bélgica       |

### Máximas goleadoras
| Núm. | Nombre              | Selección      | Goles |
| ---- | ------------------- | -------------- | ----- |
| 1    | Maartje Paumen      | Países Bajos   | 7     |
| 2    | Anna Flanagan       | Australia      | 6     |
| 3    | Kelsey Kolojejchick | Estados Unidos | 5     |
| 3    | Kim Lammers         | Países Bajos   | 5     |
| 3    | Anita Punt          | Nueva Zelanda  | 5     |
| 6    | Silvina D'Elía      | Argentina      | 4     |
| 6    | Peng Yang           | China          | 4     |

Fuente: 